# Cộng hòa Miền núi Bắc Kavkaz
Cộng hòa Miền núi Bắc Kavkaz (MRNC; còn được gọi là Cộng hoà Miền núi; tiếng Nga: Республика Союза Горцев Северного Кавказа, chuyển tự: Respublika Soyuza Gortsev Severnogo Kavkaza) là một quốc gia tồn tại trong thời gian ngắn. Bắc Kavkaz tồn tại từ năm 1917 đến năm 1921. Nó đã ly khai khỏi Đế quốc Nga trước khi bắt đầu Cách mạng Tháng Hai và Nội chiến Nga.
Cộng hòa Miền núi Bắc Kavkaz bao gồm hầu hết lãnh thổ của Tỉnh Terek và Tỉnh Dagestan của Đế quốc Nga, nơi hiện nay là nước cộng hòa Chechnya, Ingushetia, Bắc Ossetia-Alania, Abkhazia, Kabardino-Balkaria, Dagestan và một phần của Stavropol Krai của Liên bang Nga. Tổng diện tích khoảng 270.000 kilômét vuông (100.000 dặm vuông Anh), với dân số khoảng 6,5 triệu người. Thủ đô của nước này ban đầu là Vladikavkaz, sau đó là Nazran và cuối cùng là Temir-Khan-Shura. Nước này đã bị chiếm đóng bởi các lực lượng của Nga Xô viết vào năm 1920 và đã biến nó thành Cộng hòa Xã hội chủ nghĩa Xô viết Tự trị Miền núi.